# روس جاك
روس جاك (بالإنجليزية: Ross Jack)‏ (21 مارس 1959 في المملكة المتحدة - ) هو لاعب كرة قدم بريطاني في مركز الهجوم. لعب مع دونفرملين أثلتيك وكارديف سيتي ونادي إيفرتون ونادي دندي ونادي سليغو روفرز ونادي كيلمارنوك ونورويتش سيتي ولينكولن سيتي أف سي ونادي مونتروز لكرة القدم ونادي آير يونايتد.

## وصلات خارجية
- روس جاك على موقع قاعدة بيانات كرة القدم.إي يو (الإنجليزية)